# 청춘극장 (1959년 영화)
《청춘극장》은 1959년 공개된 대한민국의 영화이다.

## 배역
- 김진규
- 김지미
- 황정순
- 장동휘
- 이민자
- 김동원
- 김신명
- 김승호
- 최남현
- 변기종
- 김칠성
- 주선태
- 임운학
- 하룡
- 백송
- 석금성
- 나애심
- 최승이
- 정애란